# 纒 (平塚市)
纒（まとい）は、神奈川県平塚市に存在する大字。旭地区の内の一つの地名。単独町名であり、住居表示は未実施。

## 概要
纒は平塚市街から北西方向に大きく離れた場所に位置する町丁である。周辺の他の地名では東に南原、南に徳延、西に河内、北に長持とそれぞれ接している。
「纒」という地名は合成地名であり、「松延」(まつのぶ)、「友牛」(ともじ)、「久松」(ひさまつ)というかつて村であった小字の頭文字を「まとい」と繋ぎ、「纒」の漢字を当てたものである。

## 地価
住宅地の地価は、2023年（令和5年）1月1日の公示地価によれば、纒字久松80番13外の地点で10万9000円/m2となっている。

## 歴史
- 幕末以前 - 幕府領である相模国大住郡に松延村、友牛村、久松村の3村が現在の纒の区域に存在した。
- 1876年4月18日 - 大住郡の松延村、友牛村、久松村が合併し纒村となる。
- 1889年4月1日 - 大住郡纒村が同郡内の河内村、根坂間村、徳延村、公所村と合併し、大住郡小中村となる。
- 1909年4月1日 - 中郡小中村が山背村と合併し、旭村となる。
- 1954年7月15日 - 旭村が平塚市に編入され、旭地区となり。同市の町名としての纒になる。（平塚市#地域も参照）。

## 世帯数と人口
2023年（令和5年）9月1日現在（平塚市発表）の世帯数と人口は以下の通りである。
| 大字 | 世帯数    | 人口    |
| ---- | --------- | ------- |
| 纒   | 2,058世帯 | 4,796人 |

### 人口の変遷
国勢調査による人口の推移。
| 年                 | 人口  |
| ------------------ | ----- |
| 1995年（平成7年）  | 5,290 |
| 2000年（平成12年） | 5,166 |
| 2005年（平成17年） | 5,204 |
| 2010年（平成22年） | 5,150 |
| 2015年（平成27年） | 4,979 |
| 2020年（令和2年）  | 4,849 |

### 世帯数の変遷
国勢調査による世帯数の推移。
| 年                 | 世帯数 |
| ------------------ | ------ |
| 1995年（平成7年）  | 1,654  |
| 2000年（平成12年） | 1,698  |
| 2005年（平成17年） | 1,843  |
| 2010年（平成22年） | 1,972  |
| 2015年（平成27年） | 1,961  |
| 2020年（令和2年）  | 2,002  |

## 学区
市立小・中学校に通う場合、学区は以下の通りとなる（2023年8月時点）。
- 番・番地等 : 全域
  - 小学校 : 平塚市立松延小学校
  - 中学校 : 平塚市立金旭中学校

## 事業所
2021年（令和3年）現在の経済センサス調査による事業所数と従業員数は以下の通りである。
| 大字 | 事業所数 | 従業員数 |
| ---- | -------- | -------- |
| 纒   | 54事業所 | 259人    |

### 事業者数の変遷
経済センサスによる事業所数の推移。
| 年                 | 事業者数 |
| ------------------ | -------- |
| 2016年（平成28年） | 61       |
| 2021年（令和3年）  | 54       |

### 従業員数の変遷
経済センサスによる従業員数の推移。
| 年                 | 従業員数 |
| ------------------ | -------- |
| 2016年（平成28年） | 179      |
| 2021年（令和3年）  | 259      |

## 周辺の交通

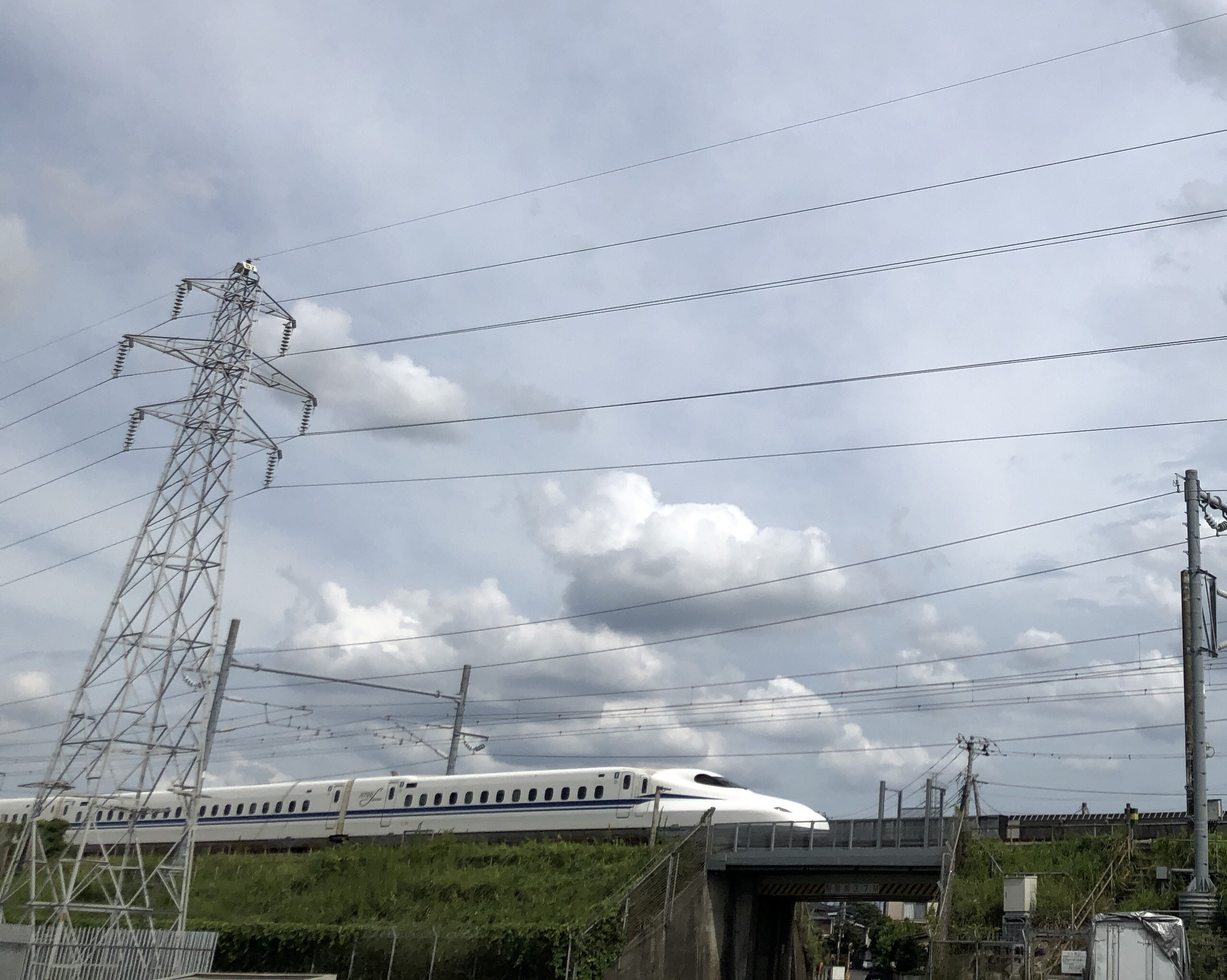
平塚市纒を通過する東海道新幹線JR東海N700S系電車

- 鉄道のアクセスでは域内には東海道新幹線が通るが、駅は市内にはない。在来線での最寄りは東海道線平塚駅であり、下記のバス路線の他、便数の多い長持のバス停も利用可能である。

- バス路線は神奈川中央交通（神奈中バス）の平塚営業所の一部系統が、平塚駅（JR東日本東海道本線）から当字内の各停留所へ運行されている。この字内からの鉄道路線としての最寄り駅である平塚駅（紅谷町）まではそのバス路線で移動する場合も多い。なお、纒公民館前というバス停が存在するが、実際に在る建物の名称は「纒自治会館」であり「纒公民館」という建物は存在しない。

- 道路は、高速道路、国道、県道は無く、最大の幹線道路で平塚市道纒公所線である。同道路では平塚駅までの路線バスが運行されている。

## 周辺の主な施設
- 纒自転車等保管場(平塚市営)
- 平塚市立松延小学校
- 学校法人青木学園 平塚めぐみ幼稚園

## その他

### 日本郵便
- 郵便番号 : 254-0901[3]（集配局 : 平塚郵便局[15]）。